# T100 Triathlon World Tour 2024
Navigation
Édition suivante
Le T100 Triathlon World Tour 2024 est une compétition de triathlon longue distance, composée d'une série de sept étapes. Le tour est organisé par l'Organisation professionnelle des triathlètes en partenariat avec la World Triathlon.

## Résumé de course

### San Francisco: 8 juin
Lors de l'étape masculine de San Francisco, la course se termine par un sprint entre Marten Van Riel, Kyle Smith et Rico Bogen. Marten Van Riel l'emporte face à Kyle Smith, qui s'effondre après la ligne d'arrivée, épuisé par l'effort intense,.

### Londres: 27 juillet
Sam Laidlow décroche sa première victoire au T100 triathlon à Londres, devançant Kyle Smith dans une course disputée. Malgré le choix d’une combinaison de nage plutôt qu’une combinaison en néoprène, qui le pénalise légèrement lors de la natation, il comble son retard avant de prendre la tête sur le segment vélo, atteignant la seconde transition avec une avance significative. Kyle Smith réduit l’écart durant la course à pied, mais termine à 24 secondes. Daniel Bækkegård complète le podium à la troisième place.

## Étapes de l'épreuve
Le tableau présente les podiums des étapes du circuit 2024.
| Date         | Lieu          | Homme           | Homme             | Homme              | Femme           | Femme             | Femme              |
| Date         | Lieu          | Médaille d'or   | Médaille d'argent | Médaille de bronze | Médaille d'or   | Médaille d'argent | Médaille de bronze |
| ------------ | ------------- | --------------- | ----------------- | ------------------ | --------------- | ----------------- | ------------------ |
| 9 mars       | Miami         | Magnus Ditlev   | Sam Long          | Mathis Margirier   | India Lee       | Lucy Charles      | Holly Lawrence     |
| 14 avril     | Singapour     | Youri Keulen    | Sam Long          | Pieter Heemeryck   | Ashleigh Gentle | Lucy Charles      | Els Visser         |
| 8 juin       | San Francisco | Marten Van Riel | Kyle Smith        | Rico Bogen         | Taylor Knibb    | Katrina Matthews  | Laura Philipp      |
| 27 juillet   | Londres       | Sam Laidlow     | Kyle Smith        | Daniel Bækkegård   | Ashleigh Gentle | Imogen Simmonds   | Katrina Matthews   |
| 28 septembre | Ibiza         | Marten Van Riel | Sam Laidlow       | Mika Noodt         | Taylor Knibb    | Julie Derron      | India Lee          |
| 19 octobre   | Las Vegas     | Jelle Geens     | Marten Van Riel   | Justus Nieschlag   | Taylor Knibb    | Julie Derron      | Flora Duffy        |
| 17 novembre  | Finale Dubaï  | Marten Van Riel | Rico Bogen        | Alistair Brownlee  | Taylor Knibb    | Julie Derron      | Ashleigh Gentle    |

## Classement général T100
Les tableaux présentent les classements généraux du circuit 2024.
| Rang               | Nom               | Points |
| ------------------ | ----------------- | ------ |
| Médaille d'or      | Marten Van Riel   | 153    |
| Médaille d'argent  | Kyle Smith        | 111    |
| Médaille de bronze | Rico Bogen        | 102    |
| 4                  | Magnus Ditlev     | 100    |
| 5                  | Alistair Brownlee | 96     |
| 6                  | Sam Long          | 90     |
| 7                  | Mathis Margirier  | 89     |
| 8                  | Pieter Heemeryck  | 83     |
| 9                  | Youri Keulen      | 83     |
| 10                 | Frederic Funk     | 76     |

| Rang               | Nom              | Points |
| ------------------ | ---------------- | ------ |
| Médaille d'or      | Taylor Knibb     | 160    |
| Médaille d'argent  | Ashleigh Gentle  | 132    |
| Médaille de bronze | Julie Derron     | 101    |
| 4                  | Katrina Matthews | 91     |
| 5                  | Lucy Byram       | 87     |
| 6                  | Laura Philipp    | 87     |
| 7                  | India Lee        | 86     |
| 8                  | Imogen Simmonds  | 84     |
| 9                  | Paula Findlay    | 74     |
| 10                 | Flora Duffy      | 72     |